# Twelve Carat Toothache
Twelve Carat Toothache é o quarto álbum de estúdio do rapper e cantor norte-americano Post Malone, lançado em 3 de junho de 2022, pela Mercury e Republic Records. O álbum contém participações de Roddy Ricch, Doja Cat, Gunna, Fleet Foxes, The Kid Laroi e The Weeknd. A edição deluxe foi lançada em 7 de junho de 2022.
Twelve Carat Toothache foi apoiado por três singles: "One Right Now", "Cooped Up" e "I Like You (A Happier Song)". O álbum recebeu críticas geralmente positivas dos críticos e foi um sucesso comercial. Ele estreou no número dois na Billboard 200 dos EUA, vendendo 121.000 unidades equivalentes a álbuns em sua primeira semana. O álbum é o quarto álbum entre os cinco melhores de Post Malone nos EUA.

## Antecedentes
Em 24 de abril de 2020, durante uma apresentação ao vivo Post Malone anunciou que um novo álbum está em andamento. Em 23 de abril de 2021, seu empresário, Dre London, afirmou que ele e Malone concordaram que ele lançaria dois projetos em 2021, o que, no entanto, não aconteceu. Em 10 de janeiro de 2022, London revelou que Twelve Carat Toothache havia sido concluído e estava pronto para ser lançado, mas disse que a Republic Records e sua gravadora controladora, Universal Music Group, estavam adiando seu lançamento.
Em 26 de janeiro de 2022, Malone foi entrevistado pela Billboard. Ele sentiu que as canções do álbum "falam mais sobre como estou me sentindo no momento: os altos e baixos e a desordem e o aspecto bipolar de ser um artista no mainstream". O produtor musical norte-americano Louis Bell, um amigo próximo e colaborador frequente de Malone, sentiu que mistura "lava derretida e fogo" e "azul ciano e branco". Devido à pandemia de COVID-19, Malone não pôde sair em turnê, o que realmente não o motivou a fazer tanta música. O álbum contém 14 faixas e dura 43 minutos, tornando-se o álbum mais curto de Malone até hoje.

## Lançamento e promoção
Em 11 de abril de 2022, o empresário de Malone, Dre London, anunciou via Instagram que o álbum seria lançado em maio de 2022. Em 23 de abril de 2022, Malone fez uma transmissão ao vivo no Instagram, tocando algumas das canções do álbum. Entre essas canções, ele tocou "Love/Hate Letter to Alcohol", uma colaboração com Robin Pecknold, do Fleet Foxes, que detalha a "luta contra o álcool" de Post. Malone disse que a banda é uma de suas favoritas e elogiou Pecknold como "o vocalista mais bonito". Post descreveu "Wasting Angels", com o The Kid Laroi, como sendo "uma celebração da vida e um espírito humano para poder lutar, não importa o quê". Ele também anteviu uma canção chamada "Wrapped Under Your Finger", bem como "I Like You (A Happier Song)", em colaboração com Doja Cat, que mostra os dois "de brincadeira" indo e voltando. Em 27 de abril de 2022, Malone anunciou que o álbum seria lançado em 3 de junho de 2022. Em 14 de maio de 2022, ele apareceu como convidado musical no Saturday Night Live e cantou "Cooped Up" com Roddy Ricch, bem como "Love/Hate Letter to Alcohol", acompanhado por Fleet Foxes. Malone já havia confirmado que havia trabalhado com o vocalista do Fleet Foxes, Robin Pecknold, em uma canção para o álbum. Twelve Carat Toothache foi lançado em 3 de junho de 2022, pela Mercury Records e Republic Records. A edição padrão foi lançada em cassete, CD, download digital e streaming. As faixas bônus da edição deluxe, "Waiting for Never" e "Hateful", foram lançadas nos serviços de streaming em 7 de junho de 2022.

### Singles
Em 2 de novembro de 2021, Malone e The Weeknd postaram um trecho de 7 segundos da canção intitulada "PM&TW-ORN-Update.5.nonhyped.w1.mp3" em suas contas do Instagram. Embora fosse inicialmente desconhecido qual seria o título da canção, o empresário de Malone, Dre London, revelou que a colaboração seria intitulada "One Right Now". Em 5 de novembro de 2021, Malone lançou "One Right Now" com The Weeknd, como o primeiro single do álbum. A canção marca a primeira vez que os artistas colaboram juntos em uma canção. A faixa foi produzida por Louis Bell, Brian Lee e Andrew Bolooki. A canção estreou e alcançou o número seis na Billboard Hot 100 dos EUA. Malone lançou o segundo single do álbum, "Cooped Up" com Roddy Ricch, em 12 de maio de 2022. "I Like You (A Happier Song)" com Doja Cat, foi enviada para as rádios pop dos EUA como o terceiro single do álbum em 7 de junho de 2022.

## Lista de faixas
| Twelve Carat Toothache – Edição padrão |                                                          |                                                            |                              |         |  |
| N.º                                    | Título                                                   | Compositor(es)                                             | Produtor(es)                 | Duração |  |
| 1.                                     | "Reputation"                                             | Austin Post Louis Bell                                     | Bell                         | 4:08    |  |
| 2.                                     | "Cooped Up" (com part. de Roddy Ricch)                   | Post Rodrick Wayne Moore, Jr. Bell Billy Walsh             | Bell Post Malone             | 3:05    |  |
| 3.                                     | "Lemon Tree"                                             | Post Ryan Vojtesak Bell Robin Weisse Walsh Brian Lee       | Charlie Handsome Bell Malone | 4:03    |  |
| 4.                                     | "Wrapped Around Your Finger"                             | Post Bell Andrew Watt Omer Fedi Walsh                      | Bell Malone Watt Fedi        | 3:14    |  |
| 5.                                     | "I Like You (A Happier Song)" (com part. de Doja Cat)    | Post Amala Zandile Dlamini Bell Jasper Harris Walsh        | Bell Harris                  | 3:13    |  |
| 6.                                     | "I Cannot Be (A Sadder Song)" (com part. de Gunna)       | Post Sergio Kitchens Bell Taurus Currie Jr. Walsh          | Bell                         | 2:50    |  |
| 7.                                     | "Insane"                                                 | Post Bell Walsh                                            | Malone Bell                  | 2:50    |  |
| 8.                                     | "Love/Hate Letter to Alcohol" (com part. de Fleet Foxes) | Post Bell Robin Pecknold                                   | Bell Malone                  | 3:04    |  |
| 9.                                     | "Wasting Angels" (com part. de The Kid Laroi)            | Post Charlton Howard Bell Walsh                            | Bell                         | 4:03    |  |
| 10.                                    | "Euthanasia"                                             | Post Bell                                                  | Bell Malone                  | 2:26    |  |
| 11.                                    | "When I'm Alone"                                         | Post Bell Walsh                                            | Malone Bell                  | 3:15    |  |
| 12.                                    | "Waiting for a Miracle"                                  | Post Bell                                                  | Malone Bell                  | 2:22    |  |
| 13.                                    | "One Right Now" (com The Weeknd)                         | Post Abel Tesfaye Bell Lee Andrew Bolooki Walsh Dre London | Bell Lee Bolooki             | 3:12    |  |
| 14.                                    | "New Recording 12, Jan 3, 2020"                          | Post                                                       | Malone Bell                  | 1:33    |  |
| Duração total:                         | Duração total:                                           | Duração total:                                             | Duração total:               | 43:18   |  |

| Faixas bônus da edição deluxe |                     |                                                                            |                    |         |  |
| N.º                           | Título              | Compositor(es)                                                             | Produtor(es)       | Duração |  |
| 15.                           | "Waiting for Never" | Post Bell J. Lauryn Walsh Tim B. Bryan Yepes Francisco Bejar Hector Soundz | Bell Lauryn        | 3:16    |  |
| 16.                           | "Hateful"           | Post Bell Lauryn Yepes                                                     | Malone Bell Lauryn | 2:58    |  |
| Duração total:                | Duração total:      | Duração total:                                                             | Duração total:     | 49:35   |  |